# 宗政ノブヒロ
宗政 ノブヒロ（むねまさ ノブヒロ、1984年7月19日 - ；本名・宗政 信傑）は、日本の歌手、シンガーソングライター、実業家（株式会社ソルテラス代表取締役CEO）、スポーツトレーナー、慈善家。東京理科大学維持会常任維持会員。
日本国外向けの歌手活動名義はNOBUHIRO（ノブヒロ）。台湾台北市生まれ。神奈川県横浜市在住。
2025年5月31日現在、デビュー曲「愛の強さ」のMVは新人歌謡曲歌手としてのYouTube再生回数で史上最速100万回再生に到達した記録を持つ（但し、1本ではなく同曲の字幕が異なる2つの動画を合わせた、実質3本分を合計しての100万回到達である）。

## 経歴
台湾・台北市出身。日本人の父と台湾人の母を持つ。幼少期よりバレエ、ピアノ、エレクトーンを学び、音楽に才能を示した。1996年、父方の母国日本へ移住。帰国子女向けの暁星国際中学校・高等学校に進学し、音楽部でピアノとパーカッションを担当。その後ボーカルへ転向。
東京理科大学に入学後、学業不振や健康問題により音楽活動を一時断念。卒業後、職を転々としながら無職や失業も経験。その間も音楽への情熱が絶えることなく、ボーカル練習を週に20時間以上こなした。
2020年より独立し株式会社ソルテラスを創業。代表取締役CEO就任。24時間ジムやスキンケアブランド「nature pods」「saunality」を立ち上げる。
2022年、ユニセフへの貢献などにより紺綬褒章受章。

### 歌手
2024年、長年の夢であった音楽家としての活動を叶えるべく、本格的に音楽活動を再開。「社長のカラオケ大会」に参加し予選を通過。11月に行われた同大会の全国決勝にてフランク・シナトラの「マイ・ウェイ」を歌唱し全国2位入賞。同年、Sizuk Entertainmentが主催する「私の歌プロジェクト」へ参加。同社・湯浅順司のプロデュースと川浦正大らのサポートにより「歌謡×オペラ」というクロスオーバージャンルで歌手デビュー。
2025年、1stシングル「愛の強さ」デジタルリリース。

## 人物・エピソード
- 子供の頃から、歌手になりたかった。周囲から「声が汚い」「歌が下手」と言われたのがきっかけで楽器演奏に転向したが、諦めきれずに高校3年時にボーカルへ再挑戦した。
- 母校・東京理科大学に「宗政信傑奨学金」[15]を創設している。

## ディスコグラフィ

### シングル
- 2025年6月20日 愛の強さ（キングレコード・NMAXｰ1442）[16]
  - 作詞：川浦正大・水樹葉栽　作曲・編曲：川浦正大